# Bad Sachsa
Bad Sachsa är en stad i Landkreis Göttingen i förbundslandet Niedersachsen i Tyskland.